# ノルウェー語
ノルウェー語（ノルウェーご、norsk）は、インド・ヨーロッパ語族 ゲルマン語派 北ゲルマン語群に属する。古ノルド語から分化した言語である。話者の人口は約400万ほど。標準語として、デンマーク語やスウェーデン語と近縁のブークモールと、アイスランド語と同じ西スカンディナヴィア語群に分類されるニーノシュクが存在する。

## 歴史
ノルウェー語はデンマーク語やスウェーデン語と語彙や形態的に共通する点が多く、語彙の共通性は北欧におけるハンザ商人共通の商業言語中世低地ドイツ語の影響によるものと言われている。
1349年に黒死病が流行るなどして人口が激減していたノルウェーは、政治的にも経済的にも弱い立場に置かれ、1380年からデンマークの配下に入った。以来、15世紀後半にデンマーク語が行政用語となり、1537年の宗教改革以降は書記言語もデンマーク語となった。
デンマークの配下にあって、ノルウェー語が独立した言語であると認識されていない時代だったが、クリステン・イェンソンやエーリク・ポントピダン、ヨルゲン・トーマソンなど、何人かがノルウェーの言葉をデンマーク語と異なるものとして記述しようと試みていた。
18世紀後半になると独立の機運が熟してきた。1771年に歴史学者のゲルハルト・シェニングが上梓した『ノルウェー国家史』はノルウェー人の国家意識の萌芽となったし、コペンハーゲン在住のノルウェーの文化人が1772年にノルウェー協会を設立して以降、ノルウェー独特の語彙や語形を取り入れながら様々な詩や戯曲が発表されていた。
1814年にデンマークから独立すると、ノルウェーは「すべての法律はノルウェー語により施行される」と明記した独自の憲法を制定したが、この時点では書記言語としてのノルウェー語は育っておらず、デンマーク側は異議を唱えていた。
1830年以降は書記言語としてのノルウェー語を確立するべく、2つの試みがされはじめた。1つは、デンマーク語にノルウェー特有の語彙や構文論を織り交ぜてノルウェー独自の書記言語を作り上げる試みで、ヘンリク・ヴェルゲランが中心となった。もう1つは保守的なノルウェーの方言を下敷きにして新しく書記言語の規範を確立するべきという歴史家ペーテル・アンドレアス・ムンクの考えを実現しようとしたイーヴァル・オーセンの試みである。
前者はリクスモール (Riksmål)、後者はランスモール (Landsmål)と呼ばれ、それぞれ今日ブークモール (bokmål) 、ニーノシュク (nynorsk)と呼ばれている。これらの言語形態は1885年に同等に扱うよう正式に定められ、1929年以降に名称変更された。
1905年の独立後、1906年にランスモールを扱う機関としてノルウェー・モールラーグが、1907年にリクスモールを扱う機関としてリクスモール協会が設立された。1907年はまた、クヌート・クヌーツェンが唱える教養人の話し言葉に近づけようとリクスモールの正書法改革が行われ、1917年にはお互いの言語形態の接近を図った正書法改革が行われ、1938年の正書法改革ではお互いの言語形態は更に近しくなった。
こうした2つの言語形態を1つにまとめようとする動き（サムノシュク）には批判もあり、第二次世界大戦後の1951年にはサムノシュクに反対する両親活動組織が立ち上げられている。1951年に国会で設立が可決され、翌年に活動を開始したノルウェー言語委員会では、ブークモール陣営とニーノシュク陣営の委員各15人が言語政策の課題に取り組み、その取り組みは1959年に両言語形態それぞれに定められた新教科書規範という形で結実した。
ノルウェー言語委員会は1972年にノルウェー言語諮問委員会に取って代わられ、ブークモール陣営とニーノシュク陣営の委員各21人に加えて言語に関連する組織の代表者も参加できるようになった。ここで提唱されたブークモールの新正書法が1981年に国会で承認されるなどの活動を経て、2005年に言語諮問委員会と名称変更された。

## ブークモールとニーノシュク

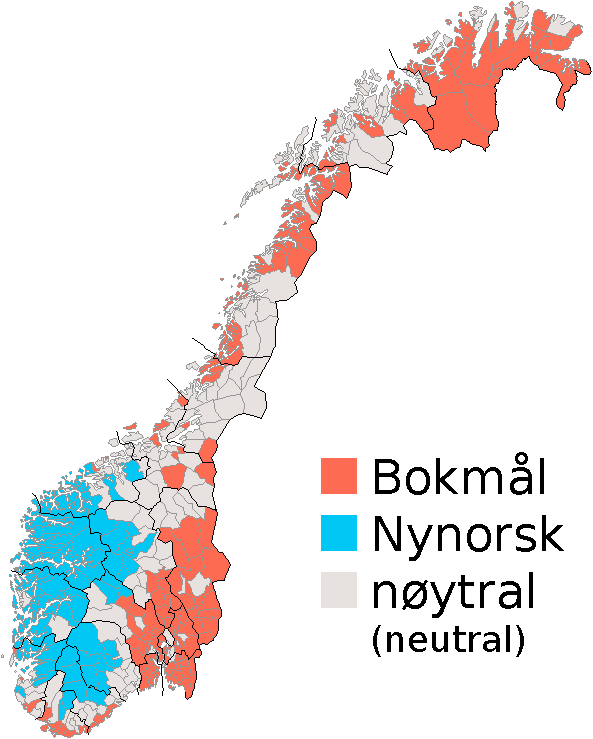
各自治体におけるブークモール／ニーノシュクの採用状況

長年にわたってデンマークの支配を受けたノルウェーの言葉は、数百年間はデンマーク語に近かったが、19世紀に至ると民族意識の高揚とともに違いが大きくなり、独立の言語としての意識が高まった。
こうした歴史的背景から、ノルウェー語にはブークモール (bokmål 「書籍語」) 、ニーノシュク (nynorsk「新ノルウェー語」) の2種があり、双方がノルウェーの公用語になっている。ブークモールはデンマーク語とあまり変わらない穏健派、ニーノシュクはデンマーク語の影響を受ける前の「本来の」ノルウェー語を取り戻そうという急進派である。公文書や放送では双方が使われ、また政府機関は双方を等しく受け入れなければならない。しかし民間での出版では 98% がブークモール、ニーノシュクは 2%である。
どちらも書記言語として規範的な正書法が定められてはいるが、他方に近い正書法が認められることも多く、厳密に区別することは簡単ではない。口語としては、ブークモールは標準東ノルウェー語の発音がある程度規範的発音とされているが、ニーノシュクの規範的発音は確立されていない。

## 文字
ラテンアルファベット26文字に加え、æ、ø、åの3文字が使われている。
| ノルウェー語アルファベット | ノルウェー語アルファベット | ノルウェー語アルファベット | ノルウェー語アルファベット | ノルウェー語アルファベット | ノルウェー語アルファベット | ノルウェー語アルファベット | ノルウェー語アルファベット | ノルウェー語アルファベット | ノルウェー語アルファベット | ノルウェー語アルファベット | ノルウェー語アルファベット | ノルウェー語アルファベット | ノルウェー語アルファベット | ノルウェー語アルファベット | ノルウェー語アルファベット | ノルウェー語アルファベット | ノルウェー語アルファベット | ノルウェー語アルファベット | ノルウェー語アルファベット | ノルウェー語アルファベット | ノルウェー語アルファベット | ノルウェー語アルファベット | ノルウェー語アルファベット | ノルウェー語アルファベット | ノルウェー語アルファベット | ノルウェー語アルファベット | ノルウェー語アルファベット | ノルウェー語アルファベット |
| -------------------------- | -------------------------- | -------------------------- | -------------------------- | -------------------------- | -------------------------- | -------------------------- | -------------------------- | -------------------------- | -------------------------- | -------------------------- | -------------------------- | -------------------------- | -------------------------- | -------------------------- | -------------------------- | -------------------------- | -------------------------- | -------------------------- | -------------------------- | -------------------------- | -------------------------- | -------------------------- | -------------------------- | -------------------------- | -------------------------- | -------------------------- | -------------------------- | -------------------------- |
| A                          | B                          | C                          | D                          | E                          | F                          | G                          | H                          | I                          | J                          | K                          | L                          | M                          | N                          | O                          | P                          | Q                          | R                          | S                          | T                          | U                          | V                          | W                          | X                          | Y                          | Z                          | Æ                          | Ø                          | Å                          |
| a                          | b                          | c                          | d                          | e                          | f                          | g                          | h                          | i                          | j                          | k                          | l                          | m                          | n                          | o                          | p                          | q                          | r                          | s                          | t                          | u                          | v                          | w                          | x                          | y                          | z                          | æ                          | ø                          | å                          |

## 文法
ブークモールの名詞は通性と中性の二つに分類され、ニーノシュクでは、名詞は男性、女性、中性の三つに分類されている。近年ではニーノシュクの影響を受け、ブークモールも男性、女性、中性の三つの性を区別する傾向も強まってきている。この性の違いは、名詞につく冠詞や形容詞の変化に影響を与える。例えば、「小さな」を意味する形容詞はブークモールでは通性と中性の名詞にlille、男性名詞にlille/småを用いるのに対し、ニーノシュクでは男性名詞にlille、女性名詞にlita、中性名詞にliteを用いる。
動詞は人称や時制によって語尾変化するが、英語と比べると不規則変化は少ない。語順は基本的にSVOだが、語順をある程度は入れ替えることができるため、必ずしもSVOになっているとは限らない。

## 方言
ノルウェーは山岳地帯やフィヨルドが多いというその土地柄、各地に特有の方言が多い。ノルウェー人は出身地の方言の語彙や語形、発音を保持しようとする傾向が強く、近隣諸国と比べて方言の社会的地位も高い。
主要な方言としては北ノルウェー語方言、トロンネラーグ方言、西ノルウェー語方言、東ノルウェー語方言の4種、ないし中部ノルウェー方言を加えた5種があり、下位区分を含めるとさらに多くの方言がある。